# Vincent Callebaut
Vincent Callebaut (nascido em 1977) é um arquiteto belga. Seus trabalhos são futuristas e visam dialogar com o meio-ambiente. O projeto de Ecópolis visam fundir biologia com tecnologias da informação e comunicação. Seus trabalhos não foram colocados em prática, mas tem sido expostos pelo mundo focando no desenvolvimento de alta tecnologia que atendam às pressões ambientais.

## Projetos
O jardim flutuante, Physalia, limparia as águas dos rios europeus. Antismog, um catalisador de ar para a capital francesa. Ecomic, uma árvore vertical para centros urbanos, projetada para a Cidade do México. Lilypad, uma cidade flutuante autônoma, com capacidade de abrigar 50 mil pessoas refugiadas climáticas, caso o nível dos oceanos continue aumentando.
Entre suas concepções há a ideia de Hidrogenase, dirigíveis produtores de biocombustível a partir de algas marinhas.
Callebaut também se preocupa com a escassez de alimentos, projetando fazendas verticais para os centros urbanos. Seu projeto, Dragonfly, foi desenvolvido para a cidade de Nova Iorque.
Após o terremoto, que devastou o Haiti em 2010, Callebaut propôs que se construísse uma vila com um sistema e energia auto-suficiente, em alto mar, com capacidade para mil famílias haitianas. A vila foi inspirada no formato de um recife de coral.

## Formação e Premiações
Formou-se com o Grande Prêmio de Arquitetura René Serrure pelo Instituto Victor Horta, em Bruxelas, para o seu projecto, em 1998-1999, quando tinha 23 anos de idade. Por causa da bolsa Leonardo da Vinci atribuída pela Comunidade Europeia, decidiu viver em Paris, para estender o seu pensamento crítico e sua criatividade espacial durante dois anos de estágio na agência Odile Decq e na agência de Massimiliano Fuksas.
Em 2001, ele competiu em casa e venceu o Grande Prêmio de Arquitetura Napoléon Godecharle da Academia Real de Belas-Artes de Bruxelas, com seu projeto de elasticidade ecológico, Elasticity.
Em 2005, foi finalista no Renouveaux plaisirs d'architecture, prémio atribuído às 12 figuras mais importantes, do panorama da arquitectura da comunidade francófona, na Bélgica. Igualmente em 2005, foi publicada a sua primeira monografia.

## Livros
Em janeiro de 2009, a editora chinesa, AADCU, lançou a obra Vincent Callebaut: Archibotic, contendo 31 obras e projetos de Callebaut.

## Crítica
O trabalho de Callebaut é criticado por ser utópico e fazer parte de um antigo sonho de simbiose entre homem e natureza, iniciado com a história de Atlântida.